# リポカリン
リポカリンは、ステロイド、ビリン、レチノイド、脂質などの小さな疎水性分子を輸送するタンパク質ファミリーである。このファミリーに属するほとんどのタンパク質は、ヘムなどに結合することができ、配列相同性領域と共通の三次構造を持つ 。 
これらのタンパク質は、グラム陰性細菌、脊椎動物細胞、無脊椎動物細胞、植物に存在する。これらのタンパク質は、免疫応答、フェロモン輸送、生物学的プロスタグランジン合成、レチノイド結合、癌細胞との相互作用など、多くの生物学的プロセスと関連付けられている。

## アレルゲン
このファミリーに含まれる一部のタンパク質はアレルゲンになることがある。